# Pterophorus fuscolimbatus
Pterophorus fuscolimbatus is een vlinder uit de familie vedermotten (Pterophoridae). De wetenschappelijke naam van de soort is voor het eerst geldig gepubliceerd in 1844 door Philogène-Auguste-Joseph Duponchel.